# 安格斯一世
安格斯一世（皮克特语：Onuist map Urguist；古爱尔兰语：Óengus mac Fergusso或Angus mac Fergus），从732年起为皮克特人之王，直到761年去世为止。各式各类的史料可以重现他的统治。安格斯在8世纪20年代的内战后成为皮克特人之首王。他在苏格兰的统治在他在位的最初二十年里最为强势，并参与了英格兰和爱尔兰的战争。安格斯的家族成员从他开始陆续为王，直到839年被维京人夺取王位，此后其家族对王位的垄断结束，最终在肯尼斯三世即位后，彻底结束了对苏格兰的统治。